# NGC 6364
NGC 6364 is een lensvormig sterrenstelsel in het sterrenbeeld Hercules. Het hemelobject werd op 21 juli 1879 ontdekt door de Franse astronoom Édouard Jean-Marie Stephan.

## Synoniemen
- UGC 10835
- MCG 5-41-13
- ZWG 170.27
- PGC 60228